# Arkalyk
Arkalyk o Arqalıq (en kazajo: Арқалық) es una localidad kazaja de la provincia de Kostanái. Tiempo atrás fue el centro administrativo de la antigua provincia de Turgay (entonces, parte de la República Socialista Soviética de Kazajistán) hasta 1997 cuando fue abolida. Hoy en día la provincia es una región dentro del territorio provincial.

## Historia y geografía
Fue fundada en 1956 y en 1965 obtuvo el estatus de ciudad. La localidad se encuentra a 480 km al sureste de Kostanái y a 650 al oeste de Astaná. De acuerdo con la demografía de 2013, la población era de 28.169.

## Industria y transporte
La principal fuente de ingresos viene de la minería de bauxita. Durante la época soviética fue centro de entrenamiento para cosmonautas antes de dirigirse a Baikonur.
La ciudad dispone de servicio ferroviario a través de la línea regional Esil-Shubarkol, y aérea al disponer de un aeropuerto a 6 km del municipio aunque en el presente se encuentra en estado de abandono siendo usado esporádicamente para el transporte de auxiliares médicos del cosmódromo.